# 네그바 계열 전함
네그바 계열 전함(영어: Negh'Var warship)은 클링온 제국에서 가장 큰 기동성과 전투력을 자랑하는 함선으로 길이는 약 682미터, 최고 속도는 워프 9.8이다.
무기는 디스럽터(페이저와 비슷하나 더 강력한 무기이다.) 15기가 탑재되어 있으며 은폐 장치도 탑재하고 있다. 헌데 네그바 계열 전함은 적이 매우 가까이 있을 경우 조준을 제대로할 수 없다는 단점이 있어서 한때 ISS 디파이언트 (NX-74205)(→USS 디파이언트 (NX-74205))에게 패배하였다. 또한 네그바 계열 전함은 매우 강한 전함이지만, USS 엔터프라이즈 (NCC-1701-D, 안티 타임라인)에게 페이저 폭격 8번만에 파괴되었다.
이 함선은 All Good Things...(좋기만 한 것들)에 처음으로 등장하며(2기) 몇몇 에피소드에서도 가끔 등장한다.